# Neoeulia
Neoeulia là một chi bướm đêm thuộc phân họ Tortricinae của họ Tortricidae.

## Các loài
- Neoeulia dorsistriatana (Walsingham, 1884)